# Осада Вана (1605)
Осада Вана в 1605-м году — имеется в виду осада города Ван Аллахверди-ханом.

## Ход действий

### Перед самой осадой
Перед самой осадой, Юсуф Синан-паша попытался нанести поражение Аллахверди-хану, но не смог и был вынужден отступить в г. Ван.

### Осада
Аллахверди-хан осадил город Ван, где находилась армия Юсуф Синан-паши. В качестве попытки снятия осады с города, османы направили Мехмед-Пашу к городу. Аллахверди-хан отправил армию Карчихи-хана в ответ, и та победила армию Мехмед-Паши.
Как только Юсуф Синан-паша понял это, он сбежал с города по озеру Ван, и шёл в Диярбакыр, но умер. После этого, по неизвестной причине, Аллахверди-хан снял осаду с города.